# Eagle-Vail
Eagle-Vail es un lugar designado por el censo ubicado en el condado de Eagle en el estado estadounidense de Colorado. En el año 2000 tenía una población de 2887 habitantes y una densidad poblacional de 566,1 personas por km².

## Geografía
Eagle-Vail se encuentra ubicada en las coordenadas 39°37′17″N 106°29′32″O / 39.62139, -106.49222.

## Demografía
Según la Oficina del Censo en 2000 los ingresos medios por hogar en la localidad eran de $ 87.297, y los ingresos medios por familia eran $ 92.190. Los hombres tenían unos ingresos medios de $ 40.599 frente a los $ 35.489 para las mujeres. La renta per cápita para la localidad era de $ 37.260. Alrededor del 3% de la población estaba por debajo del umbral de pobreza.